# Zbór Kościoła Zielonoświątkowego „Syloe” w Wiśle-Czarnem
Zbór Kościoła Zielonoświątkowego „Syloe” w Wiśle-Czarnem – zbór Kościoła Zielonoświątkowego w RP znajdujący się w Wiśle, w dzielnicy Czarne, w dekanacie bielskim okręgu południowego.

## Historia
Zbór powstał w wyniku przebudzenia duchowego mającego miejsce na przełomie lat 70. i 80. XX wieku. Początkiem lat 80. społeczność ta weszła w skład Zjednoczonego Kościoła Ewangelicznego, a po jego rozwiązaniu w 1987 stała się częścią Kościoła Zielonoświątkowego. Nabożeństwa prowadzono w prywatnym domu przy ul. Cieńków.
Funkcję pastora zboru pełnił od czasu jego powstania Jan Samiec, który w 2000 został zastąpiony na tym stanowisku przez Władysława Pilcha.
W związku ze zbyt małą na potrzeby zboru salą na nabożeństwa i trudnym dojazdem do niej w okresie zimowym, a także brakiem miejsca na prowadzenie szkółek niedzielnych, w 2001 przystąpiono do budowy nowego domu modlitwy przy ul. Biała Wisełka. Pierwsze nabożeństwo w nowej siedzibie miało miejsce w 2005, a obiekt został otwarty oficjalnie 25 września 2011.
Na koniec 2010 zbór skupiał 115 wiernych, z czego 60 ochrzczonych członków.